# 宮本村 (三重県)
宮本村（みやもとむら）は三重県度会郡にあった村。現在の伊勢市の南西部、宮川の下流右岸、伊勢自動車道・伊勢西インターチェンジの南西一帯にあたる。

## 地理
- 山岳：鼓ヶ岳、前山
- 河川：宮川、勢田川、亀谷郡川、雨淵川

昭和13年の「日本地名大辞典 第6巻」によると、東南部は山地の西北斜面をなし、東南境に鼓ヶ岳（529ｍ）が聳えるという。山麓は中部各所が台地状で、その間に低地を作る。宮川は西境に沿っており、東北に流れ平野が発達している。生業は純農業で、果樹（蓮台寺柿）の産地である。西部低地を走る道路にバスが通じており、宇治山田市に至る。
往古は、一半が神領でもう他半が紀州領であったという。
「園相（そない）神社」は皇大神宮の摂社で、祭神は曽奈比比古命（そなひひこのみこと）、式内社のひとつである。例祭は2月12日、11月12日。

## 歴史
- 1889年（明治22年）4月1日 - 町村制の施行により、勢田村・旭村・藤里村・前山村・大倉村・佐八村・津村の区域をもって発足。
- 1943年（昭和18年）12月1日 - 宇治山田市に編入。同日宮本村廃止。

## 地域

### 特産物
- 蓮台寺柿

### 教育
- 宮本村宮山国民学校
- 宮本村佐八国民学校

## 交通

### 道路
現在は旧村域に伊勢自動車道の伊勢西インターチェンジが所在するが、当時は未開通。

## 名所・旧跡・観光スポット・祭事・催事
- 田上大水神社・田上大水御前神社
- 川原神社